# كورنيليا كيمبف
كورنيليا كيمبف Cornelia Kempf (ولدت في آوغسبورغ في يناير عام 1970) هي كاتبة روائية ألمانية. تتميز رواياتها بتناول موضوعات تاريخية.

## حياتها
كان الحب الجارف للتاريخ هو السبب الرئيسي الذي دفعها إلي الكتابة الروائية. ففي عام 1996 بدأت في كتابة الرواية التاريخية «موريتوري.. الموهوبون للموت» Morituri – Die Todgeweihten، وهو عمل ضخم يدور حول المصارعين Gladiatoren في روما القديمة. وقد قضت في البحث عن مواده التاريخية.
وفي عام 2002 صدرت روايتها «حدائق دمشق» Die Gärten Damaskus, وقد اكتسبت هذه الرواية في أحد المسابقات الدولية للكتابة احتراما كبيرا.
وتكتب كورنيليا كيبمف الروايات التاريخية، التي تدور احداثها غالبا في العصور القديمة والعصور الوسطى. وتعيش كورنيليا حاليا وتعمل في آوغسبورغ. وقد تسلمت في عام 2005 جائزة التميز الثقافي من مدينة كونيجسبرون.

## من أعمالها
1. موريتوري..الموهوبون للموت 2005
2. حدائق دمشق 2006
3. المصارعة 2007
4. Die Vestalin (رواية 2007)
5. أسد القيصر 2007

## مواقع خارجية
- Cornelia Kempfs Website
- Website zum Roman: 'Morituri, die Todgeweihten'
- Website über Gladiatoren 'morituri te salutant'